# Integritätsentschädigung
Integritätsentschädigung ist ein Begriff, der im Schweizerischen Unfallversicherungsgesetz (UVG) verwendet wird. Es handelt sich dabei um eine Kapitalleistung, die an Versicherte ausbezahlt wird, deren körperliche, geistige oder psychische Integrität infolge eines versicherten Unfalls dauerhaft und erheblich geschädigt ist.
Zur Berechnung der Integritätsentschädigung wird der am Unfalltag gültige maximal versicherte Jahresverdienst mit dem Integritätsschaden in Prozent multipliziert. Der Integritätsschaden in Prozent wird nach einer ärztlichen Untersuchung anhand einer Skala ermittelt. Damit eine Integritätsentschädigung ausbezahlt wird, muss der Integritätsschaden mindestens 5 Prozent betragen. Er kann maximal 100 Prozent betragen. Da der maximale versicherte Jahresverdienst ab dem 1. Januar 2016 dem Betrag von CHF 148'200 entspricht, ist die maximale Versicherungsleistung somit diesem Betrag entsprechend.  